# Mariamme VI
Mariamme VI (ur. 34 lub 35, zm. po 65) - królewna judejska, córka Heroda Agryppy I.
Była najmłodszym dzieckiem Heroda Agryppy I i jego żony Kypros III. Pod koniec 41 roku została zaręczona z Juliuszem Archelausem, synem głównodowodzącego wojska Aleksasa III Helkiasza. Do małżeństwa doszło w 53 roku. Mariamme VI i Juliusz Archelaus mieli córkę Berenikę III.
Około 65 roku Mariamme VI rozwiodła się z mężem i przeniosła się do Aleksandrii. Tam poślubiła Demetriusza, alabarchę. Z tego małżeństwa pochodził syn Agryppinus.